# Náruč – Objetí
Náruč nebo Objetí je solitérní kamenná skulptura v obci Petřkovice v Ostravě v Moravskoslezském kraji. Autorem sochy je místní rodačka, akademická sochařka Lenka Klodová.

## Další informace
Netradiční dílo se nachází v exteriéru na ulici Hlučínská, na náměstí u chodníku před novogotickou budovou místní školy. Vzniklo v rámci 3. ročníku bienále kamenosochařského sympozia Landek 2006 a to s přímým záměrem umístění na daném místě dne 17. října 2007. Je to hrubě otesaný konický kvádr, který je mírně nakloněný dopředu. Z bloku vystupují dvě výrazné dlaně. Dílo lze chápat jako osobu s rozevřenou náručí jdoucí z mírného svahu vstříc přicházejícímu, kterého chce obejmout. Jinou rovinou popisu díla je myšlenka hornictví a dobývání přírody jako výzvy souboje s přírodní silou ve vyjádření její tvrdosti a velké váhy. Autorka sochy také navrhla architektonickou úpravu náměstí. Dílo je umístěno přibližně v místě bývalého památníku prezidenta Tomáše Garrigua Masaryka.

## Galerie

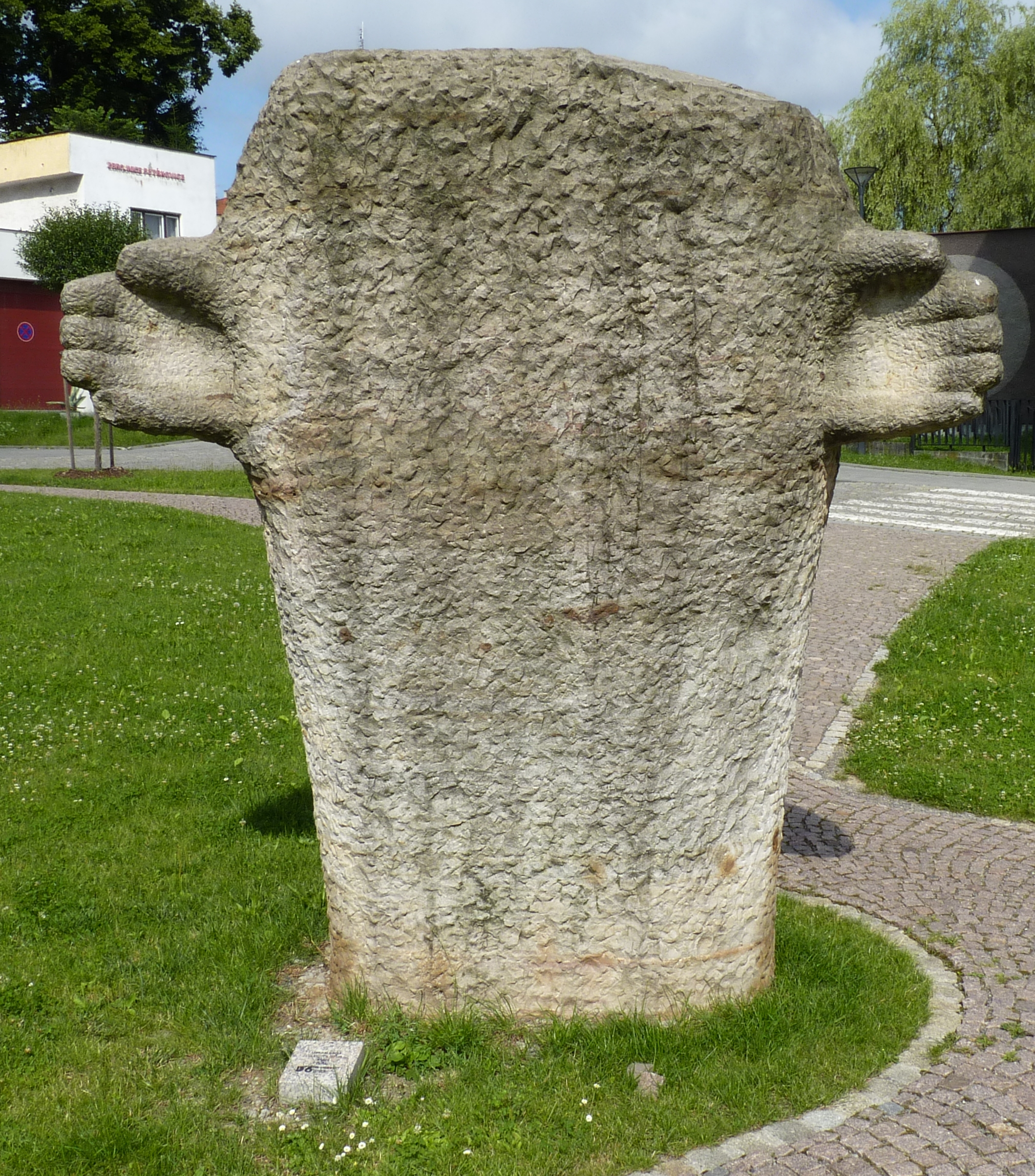
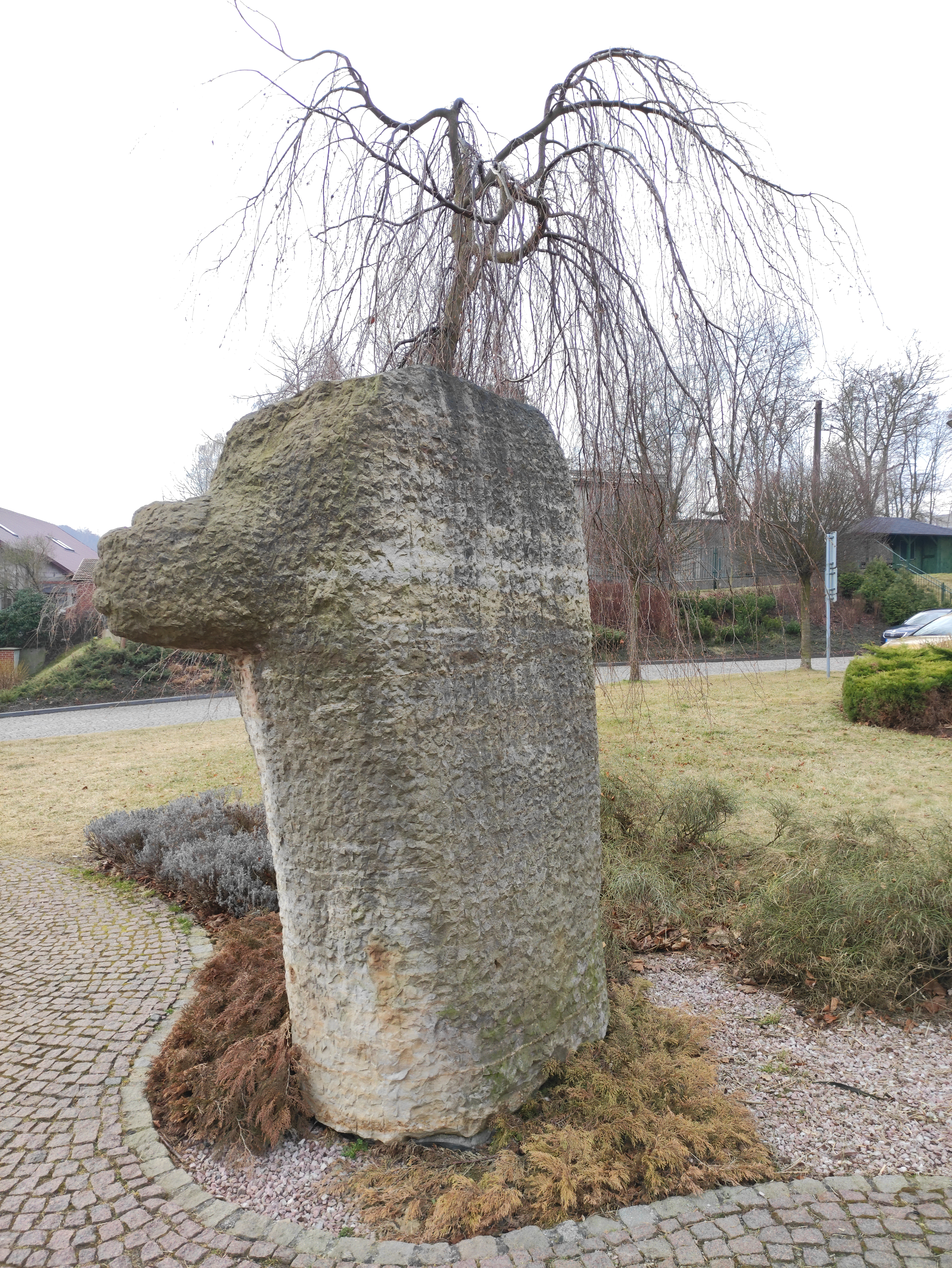
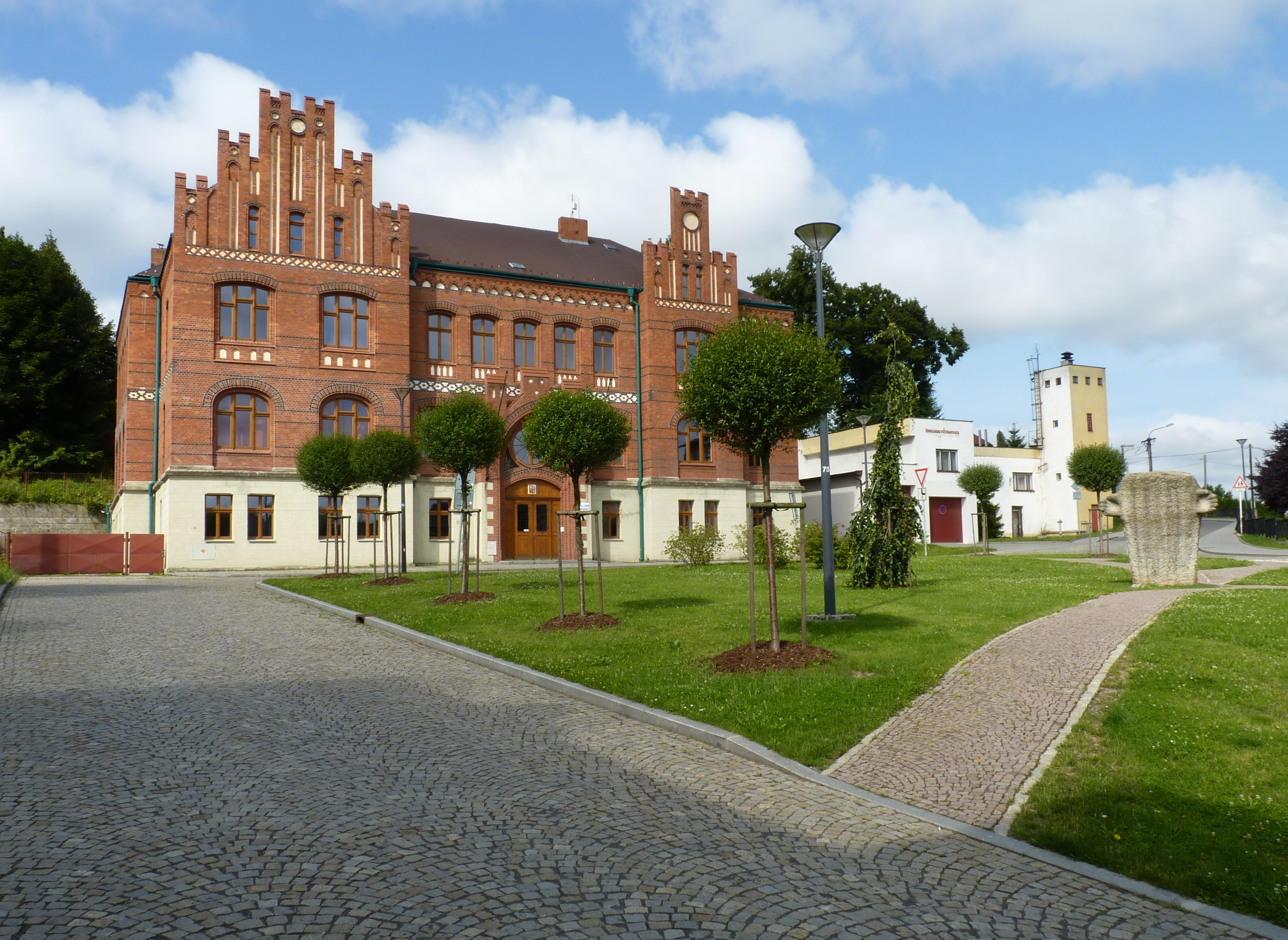